# تأريخ البارود ونقل الأسلحة

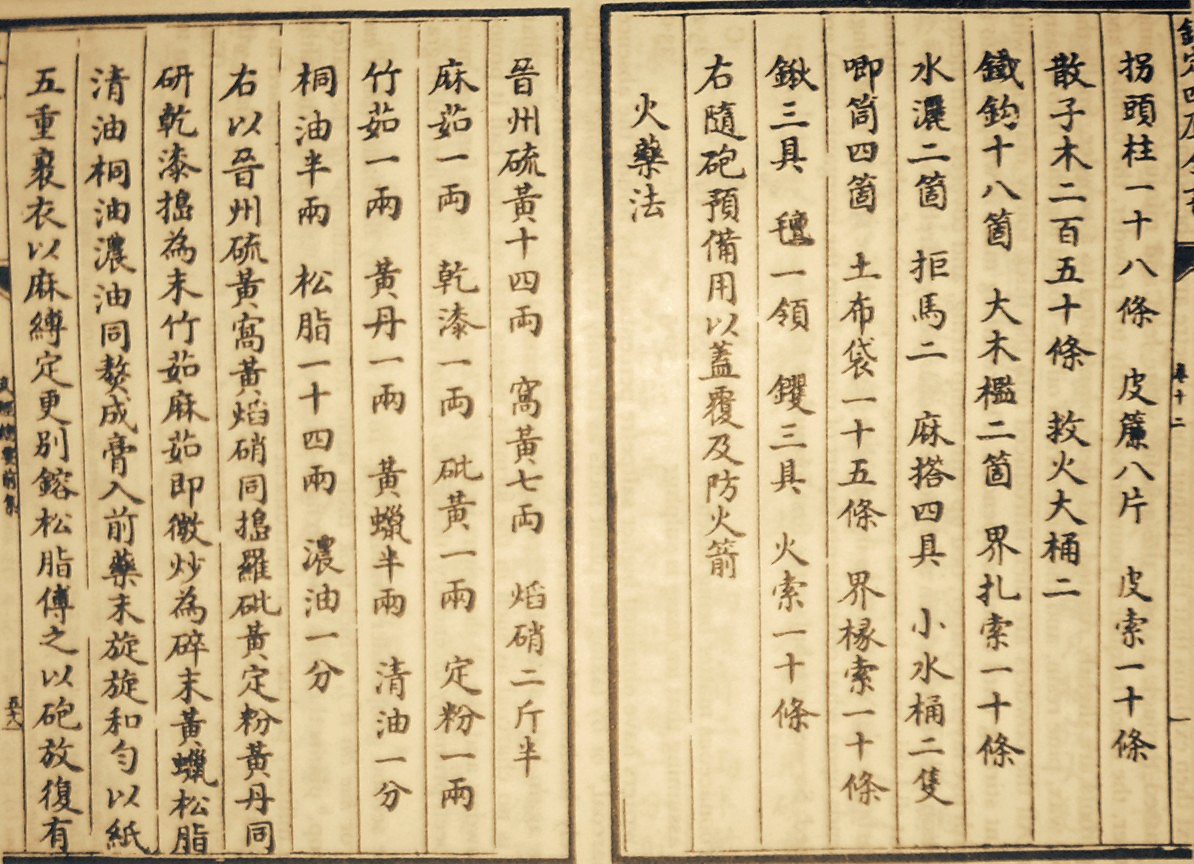
أقدم صيغة مكتوبة للبارود من كتاب Wujing Zongyao سنة 1044 م

البارود اختُرع في الصين الإمبراطورية.
انتقل إلى بقية العالم بعد عصور أسرة سونغ وأسرة جين وأسرة يوان. أقدم مدافع برونزية في الصين من القرن 13، لكن التقنية أقدم.
قبل منتصف القرن 14 لا نجد ذكرًا كثيرًا للأسلحة النارية في الشرق الأوسط، وقبل أواخر القرن 14 في روسيا، بينما ظهرت المدافع في أوروبا منذ أوائل القرن 14 .

## نظريات الاختراع غير الصيني
أقدم وصف للبارود وأسلحته في الصين.
أقدم المدافع الحقيقية في عهد أسرة يوان.
لا أدلة قوية على أسلحة نارية في إيران وآسيا الوسطى قبل القرن 14.
في أوروبا هناك إشارات منذ 1326 .

### أصل أوروبي
بعض المؤرخين يرون أن المدافع ظهرت في الأندلس سنة 1330 .
هناك قصة عن راهب ألماني اسمه بيرتهولد شڤارتس اخترع البارود، لكن كثيرين يعدونه شخصية أسطورية .
مصادر ألمانية قالت إنه ربما كان يونانيًا أو دنماركيًا أو من مدن ألمانية، وتواريخ اختراعه بين 1250 و1393 .
بحلول القرن 17 بدأ الاعتقاد يتجه إلى أن البارود جاء من الصين .

### أصل إسلامي
هناك من نسب المدافع للمماليك سنة 1260 أو 1274، مثل وصف ابن خلدون .
لكن أغلب المؤرخين يعدون هذه الإشارات لأسلحة ما قبل المدفع .
وصول المدافع المعدنية المؤكد للعالم الإسلامي كان في ستينيات القرن 14 .

### أصل هندي
بعض مؤلفي القرن 18 ترجموا مصطلحات سنسكريتية على أنها أسلحة نارية.
جستاف أوبيرت قال إن نصوصًا مثل Sukraniti فيها وصف للبارود يشبه الصيغ الصينية .
لكن مؤرخين يشككون في صحة النصوص أو تاريخها ، ويقولون إن الملح الصخري لم يكن معروفًا في الهند قبل العصور الوسطى .

## جدل انتقال البارود من الصين
تونيو أندريدي يدعم نظرية انتقال البارود من الصين.
في أوروبا ظهر فجأة كامل التطوير العسكري سنة 1326، بينما تطوره في الصين كان تدريجيًا .
المصطلحات الإسلامية مثل "الملح الصيني" تدعم هذا الانتقال .
لكن لا يوجد مسار واضح لانتقاله، وانتشاره أسرع من اختراعات صينية أخرى مثل البوصلة .
معارضو النظرية يرون أن الأدلة الصينية على الاستخدام العسكري المبكر ضعيفة.
المدافع الأوروبية تطورت بسرعة وبشكل مستقل .
لكن تشابه بعض عيوب الصيغ الأوروبية مع الصيغ الصينية القديمة يشير لاحتمال النقل .